# Holcocephala abdominalis
Holcocephala abdominalis là một loài ruồi trong họ Asilidae. Holcocephala abdominalis được Say miêu tả năm 1823.